# Homero Díaz
Homero Germán Díaz (Avellaneda, provincia de Buenos Aires, 25 de agosto de 1981) es un exfutbolista argentino. Jugaba de defensor y su último club fue Sacachispas. En Berazategui es considerado uno de los referentes históricos de la institución.
Luego del retiro futbolístico, continuó con su carrera profesional en la rama de la kinesiología, donde se recibió en la Universidad Abierta Interamericana. A partir de allí, tuvo una destacada actuación, visibilizada en la Pandemia de COVID-19.  En la actualidad se especializa en el Área de Rehabilitación  deportiva y Readaptación de futbolistas de la primera división de la Liga Argentina y del exterior. Cómo la Premier League de Inglaterra. 

## Clubes
| Club                     | País      | Año         |
| ------------------------ | --------- | ----------- |
| Berazategui              | Argentina | 2000- 2004  |
| Banfield (Mar del Plata) | Argentina | 2004- 2005  |
| Alvarado (Mar del Plata) | Argentina | 2005- 2006  |
| Berazategui              | Argentina | 2007 - 2011 |
| Defensores de Cambaceres | Argentina | 2012        |
| Sacachispas              | Argentina | 2012- 2014  |

## Palmarés

### Logros
| Título              | Club        | País      | Año  |
| ------------------- | ----------- | --------- | ---- |
| Ascenso a Primera C | Berazategui | Argentina | 2008 |